# Перя-Кильписаарет
Перя-Кильписаарет (фин. Perä-Kilpisaaret — «задние щитовые острова») — группа небольших островов в Ладожском озере. Относится к группе Западных Ладожских шхер. Принадлежит Лахденпохскому району Карелии, Россия.
Острова расположены на юго-востоке от острова Кильписарет. Группа состоит из 3 мелких островов.